# Biduanda bangkaiensis
Biduanda bangkaiensis är en fjärilsart som beskrevs av Ribbe 1926. Biduanda bangkaiensis ingår i släktet Biduanda och familjen juvelvingar. Inga underarter finns listade i Catalogue of Life.